# Пріходіште (Бошород, Хунедоара)
Пріходіште (рум. Prihodiște) — село у повіті Хунедоара в Румунії. Входить до складу комуни Бошород.
Село розташоване на відстані 262 км на північний захід від Бухареста, 36 км на південний схід від Деви, 132 км на південь від Клуж-Напоки.

## Населення
За даними перепису населення 2002 року у селі проживали 34 особи, усі — румуни. Усі жителі села рідною мовою назвали румунську.